# Le Nouveau Rhin français

Le Rhin français, rapidement devenu Le Nouveau Rhin français, est un journal alsacien édité de 1919 à 1923. Il est dirigé par Émile Wetterlé.

## Contexte
La signature de l’Armistice de met fin à la censure allemande de la presse alsacienne et lorraine germanophone ; les journaux en langue française, interdits depuis 1914, peuvent quant à eux reparaître à la fin novembre 1918.
Parallèlement, à l'approche de la Conférence de la Paix de janvier 1919 à Paris, la France revendique principalement le retour de l’Alsace-Lorraine et espère voir la création d'un État indépendant de l’Allemagne sur la rive gauche du Rhin, placé sous l'autorité française.

## Prises de positions
C'est dans ce contexte que, quelques semaines avant le début de ces négociations de paix, le prêtre alsacien et ancien député au Reichstag francophile Émile Wetterlé fonde, à Colmar, un journal catholique et patriotique intitulé Le Rhin français. Il souhaite apporter un soutien visible aux diplomates français et convaincre les lecteurs de l'importance de la question rhénane pour la paix en Europe.
À travers des éditoriaux et des articles parus dans Le Rhin français, il est possible de suivre l’opinion d’Émile Wetterlé concernant l’élaboration, entre janvier et juin 1919, des conditions de paix prévues pour l’Allemagne.

## Développement
Le journal est publié par la Société d’édition de Haute-Alsace, étroitement liée au parti catholique alsacien, l’Union populaire républicaine, constituée en février 19198. Le journal compte 10 000 abonnés à ses débuts.
Son titre est modifié et devient Le Nouveau Rhin français à partir du 1er avril 1919. Les raisons de ce changement sont liées à la détention légale du titre originel par un éditeur de Saint-Quentin, qui publiait un journal éponyme jusqu’à la destruction de son imprimerie au cours de la guerre. Wetterlé compatit, ajoutant : « Nous n’avons cependant pas voulu dérouter nos lecteurs en changeant complètement de titre. Le Rhin est de nouveau français, après l’avoir été si longtemps. Le programme de nos revendications devient une question de fait ».

## Fin de l'engagement
Le Traité de Versailles signé, l’abbé Wetterlé regrette que les positions qu'il défendait concernant la région rhénane n'aient pas rencontré plus de succès, mais reconnait que la France a réussi à défendre ses intérêts et à tenir tête à ses alliés, même si elle n'a pas obtenu la création d'un état tampon entre la France et l'Allemagne. Dès lors, il s’investit à nouveau dans la politique alsacienne et française en se présentant aux élections législatives de novembre 1919 et devient député du Haut-Rhin, fonction qu’il occupe jusqu’en 1924.
Il continue de superviser la rédaction du Nouveau Rhin français qui rencontre des difficultés les années suivantes et dont le dernier numéro paraît le 14 août 1923. Ne se représentant pas à sa succession, Émile Wetterlé se retire de la vie politique à la fin de son mandat parlementaire. Il décède le 24 juillet 1931 à Ouchy, à proximité de Lausanne.